# Microgephyra hessei
Microgephyra hessei är en tvåvingeart som beskrevs av Lyneborg 1972. Microgephyra hessei ingår i släktet Microgephyra och familjen stilettflugor. Inga underarter finns listade i Catalogue of Life.